# 19952 Ashkinazi
19952 Ashkinazi este un asteroid din centura principală de asteroizi.

## Descriere
19952 Ashkinazi este un asteroid din centura principală de asteroizi. A fost descoperit pe 20 octombrie 1982 la Observatorul de Astrofizică din Crimeea de Liudmila Karacikina. Asteroidul prezintă o orbită caracterizată de o semiaxă mare de 2,76 ua, o excentricitate de 0,28 și o înclinație de 7,4° în raport cu ecliptica.